# يومري داش
يومري داش (بالفارسية: یومری‌داش) هي قرية تقع في قسم ببه‌جيك (مقاطعة تشالدران) في إيران. يقدر عدد سكانها بـ 206 نسمة بحسب إحصاء 2016.